# Леон Чолгош
Леон Ф. Чолгош (пољ. Leon F. Czolgosz, 5. мај 1873 — 29. октобар 1901) био је амерички радник и анархиста који је убио председника Сједињених Држава Вилијама Мекинлија 6. септембра 1901. у Бафалу, Њујорк. Председник је преминуо 14. септембра након инфекција. Ухваћен на делу, Чолгош је осуђен и погубљен од стране државе Њујорк седам недеља касније, 29. октобра 1901.

## Рани живот
Леон Ф. Чолгош је рођен у Детроиту, Мичиген, 5. маја 1873. Према речима његовог оца Пола Чолгоша, слово "Ф" није представљало ништа, али је било ту јер му се "свиђало додатно слово". Био је један од осморо деце рођене у пољско-америчкој породици Павела Чолгоша (1843–1944) и његове супруге Марије Новак. Породица се преселила у Алпини, Мичиген 1880. Када је Леон имао 10 година и породица је живела у Поузен, Мичиген, Чолгошева мајка је умрла шест недеља након што је родила његову сестру Викторију. Године 1889, Чолгошеви су се преселили у Натрону у Пенсилванији, где је Леон радио у фабрици стакла. Са 17 година преселили су се у Кливленд, Охајо, где је нашао посао у компанији Cleveland Rolling Mill.
После економске кризе 1893, када се Cleveland Rolling Mill на неко време затворио и покушао да смањи плате, радници су ступили у штрајк. Са великим економским и друштвеним превирањима око себе, Чолгош је нашао мало утехе у Католичкој цркви и другим имигрантским институцијама; тражио је друге који су делили његову забринутост у вези са неправдом. Придружио се умереном радничком социјалистичком клубу, Витезови златног орла, и на крају радикалнијој социјалистичкој групи познатој као Сила Клуб, где се заинтересовао за анархизам.

## Интересовање за анархизам
Године 1898, након што је био сведок серије сличних штрајкова, од којих су многи завршили насиљем, а можда и болестан од респираторне болести, Чолгош је отишао да живи са својим оцем, који је купио фарму од 20 хектара годину дана раније у Воренсвилу, Охајо.
Чолгош је постао пустињак. Био је импресиониран након што је чуо говор анархисткиње Еме Голдман, коју је први пут срео на једном од њених предавања у Кливленду у мају 1901. Након предавања, Чолгош је пришао говорници и замолио је за препоруке за читање. Поподне 12. јула 1901. посетио ју је у кући Абрахама Ајзака, издавача новина Слободно друштво, у Чикагу и представио се као Фред Ц. Ниман (нико), али Голдман је била на путу ка железничкој станици. Рекао јој је да је разочаран у кливлендске социјалисте, а Голдман га је брзо упознала са пријатељима анархистима који су били на железничкој станици.
Касније је написала комад у одбрану Чолгоша, који приказује њега и његову историју на начин који је у супротности са другим изворима: „Ко може рећи колико се пута ово америчко дете прославило на прослави 4. јула, или на Дану одликовања, када је верно одао почаст мртвима нације? Ко зна осим шта је и он и њену земљу дао за њену вољу“.
У недељама које су уследиле, Чолгошева социјална неспретност, избегавање и груба испитивања о тајним друштвима око Исака и другог анархисте, Емила Шилинга, довели су до тога да су радикалне новине Слободно друштво 1. септембра издале упозорење које се односи на њега, гласећи:
ПАЖЊА! Пажња другова је скренута на другог шпијуна. Добро је обучен, средњег раста, прилично уских рамена, плав и стар око 25 година. До сада је наступао у Чикагу и Кливленду. На ранијем месту остао је кратко, док је у Кливленду нестао када су другови потврдили његов идентитет и били на путу да га разоткрију. Његово држање је уобичајене врсте, претвара се да је веома заинтересован за узрок, тражи имена или тражи помоћ за акте планираног насиља. Ако се ова иста особа појави негде другде, другови су унапред упозорени и могу да поступе у складу са тим.— Еверет Маршел, Слободно друштво
Чолгош је веровао да у америчком друштву постоји велика неправда, неједнакост која је омогућила богатима да се обогате експлоатацијом сиромашних. Он је закључио да је разлог томе структура власти. Отприлике у то време, сазнао је за убиство лидера у Европи, краља Умберта I, кога је убио анархиста Гаетано Бреши 29. јула 1900. Бреши је рекао новинарима да је одлучио да узме ствари у своје руке зарад обичног човека.

## Убиство председника Вилијама Мекинлија
Чолгош је 31. августа 1901. отпутовао у Буфало у Њујорку, место Панамеричког излагања, где ће председник Мекинли говорити. Изнајмио је собу у Новаковом хотелу на 1078 Бродвеју.
Чолгош је 6. септембра отишао на изложбу наоружан скривеним револвером Ивер Џонсон „Safety Automatic“ калибра 32 који је купио четири дана раније. Пришао је Мекинлију, који је стајао у реду за пријем у Храму музике, поздрављајући јавност десет минута. У 4:07 послеподне, Чолгош је стигао до предњег дела реда. Док је Мекинли пружио руку, Чолгош ју је одгурнуо у страну и пуцао у председника два пута у стомак из непосредне близине: први метак се одбио од дугмета капута и заглавио у Мекинлијевој јакни; други га је тешко ранио у стомак. Мекинлијева рана на стомаку није била смртоносна, али је умро осам дана касније, 14. септембра 1901, од инфекције која се проширила из ране.
Џејмс Паркер, човек који је стајао директно иза Чолгоша, ударио је убицу у врат и избио му пиштољ из руке; док је Мекинли пао уназад, чланови гомиле су почели да туку Чолгоша. „Полако с њим, момци“, поручио је Мекинли нападачима. Полиција се трудила да одврати од Чолгоша гневну масу. Чолгош је одведен у кућу 13. округа Буфала у улици Остин 346 и држан у ћелији док није пребачен у полицијски штаб.
- Председник Мекинли поздравља добронамернике на пријему у Храму музике неколико минута пре него што је убијен 6. септембра 1901.
- Скица Чолгоша који пуца у Мекинлија
- Место убиства Мекинлија означено са "x" у доњем десном углу
- Илустрација како је Чолгошов пиштољ био сакривен. Чикаго Игл, 14. септембар 1901
- Марамица, пиштољ и меци које је користио Чолгош

- Чолгошева фотографија након његовог хапшења
- Чолгошов затворски досије у државном затвору Аубурн

После Мекинлијеве смрти, новоинаугурисани председник Теодор Рузвелт је изјавио: „У поређењу са сузбијањем анархије, свако друго питање постаје безначајно“.
Дана 13. септембра, дан пре него што је Мекинли подлегао ранама, Чолгош је одведен из полицијског штаба, који је био на поправци, и привремено је био пребачен у затвор за жене округа Ири. Дана 16. септембра доведен је у затвор округа Ири да би био оптужен пред окружним судијом Емеријем. Након суђења, Чолгош је пребачен у затвор Аубурн.
Порота је 16. септембра оптужила Чолгоша по једној тачки за убиство првог степена. Током свог боравка у затвору, Чолгош је слободно разговарао са својим чуварима, али је одбијао сваку интеракцију са Робертом К. Титусом и Лораном Л. Луисом, истакнутим судијама који су постали адвокати додељени да га бране, и са стручним психијатром послатим да тестира његов разум.
Случај су процесуирали окружни тужилац Ири, Томас Пени и помоћник тужиоца Фредерик Халер. Иако је Чолгош одговорио да се изјаснио да је "крив", председавајући судија Труман Ц. Вајт га је одбацио и изјаснио се да није крив у његово име.
Чолгошево суђење почело је у згради државног суда у Буфалу 23. септембра 1901. године, девет дана након што је Мекинли умро. Сведочење тужилаштва трајало је два дана и састојало се углавном од лекара који су лечили Мекинлија и разних очевидаца пуцњаве. Луис и његов кобранилац нису позвали сведоке, што је Луис у својој завршној речи приписао Чолгошевом одбијању да сарађује са њима. У свом 27-минутном обраћању жирију, Луис се потрудио да похвали Мекинлија.
Скот Милер, аутор књиге Председник и убица, напомиње да је завршна реч била више срачуната на одбрану „места адвоката у заједници, а не на покушај да се његов клијент поштеди електричне столице“.
Чак и да је порота поверовала одбрани да је Чолгош био луд, тврдећи да ниједан здрав човек не би пуцао и убио председника на тако јаван и очигледан начин, знајући да ће бити ухваћен, и даље је требало превазићи законску дефиницију лудила. Према њујоршком закону, Чолгош је био правно луд само ако није могао да разуме шта ради. Порота није била убеђена у Чолгошево лудило због упутстава коју им је дао судија Вајт; гласали су да га осуде после мање од пола сата већања (члан пороте је касније рекао да би то било раније, али су желели да прегледају доказе пре осуде).
Чолгош је имао две посете ноћ пре погубљења, једну са два свештеника и другу касније током ноћи са својим братом и девером. Иако је Чолгош два пута одбио свештенике Фуџинског и Хикија, надзорник Колинс је дозволио њихову посету и отпратио их до своје ћелије. Свештеници су га молили 45 минута да се покаје, али је он то одбио и они су отишли. Његов брат Валдек и зет Франк Бандовски посетили су га након што су свештеници отишли. Његов брат га је упитао: "Ко те је увукао у овај спор?" на шта је Чолгош одговорио "Нико. Нико није имао ништа с тим осим мене." Његов брат је рекао да није налик њему и да није тако одгајан. На питање његовог брата да ли жели да се свештеници врате, Чолгош је рекао: „Не, проклети били. Немој их више слати овамо. Не желим их“ и „Зар се не молиш нада мном кад умрем. Не желим то. Не желим никакву њихову проклету религију“. Његов отац је написао писмо сину ноћ пре погубљења, пожелевши му срећу и обавестивши га да више не може да му помогне, а Леон је морао да „плати цену за своје поступке“. Иако су након суђења Чолгош и његови адвокати били обавештени о његовом праву на жалбу на казну, одлучили су да то не ураде након што је Чолгош одбио. Такође, адвокати су знали да нема основа за жалбу; суђење је било „брзо и правично“.
Чолгошове последње речи су биле: „Убио сам председника јер је био непријатељ добрих људи – добрих радних људи. Није ми жао због свог злочина. Жао ми је што нисам могао да видим свог оца.“ Чолгоша су у затвору Оберн 29. октобра 1901. године, четрдесет пет дана након Мекинлијеве смрти, погодила три трзаја, сваки од 1.800 волти. Проглашен је мртвим у 7:14 ујутру Државни електричар (џелат) Чолгоша био је Едвин Дејвис.
Погубљењу су присуствовали Валдек Чолгош и Франк Бандовски. Када је Валдек тражио од управника да се тело његовог брата однесе на прописну сахрану, обавештен је да га „никада неће моћи однети“ и да ће га гомила људи окупирати.
На Чолгоша је извршио обдукцију Џон Е. Герин; његов мозак је извршио обдукцију Едвард Ентони Шпицка. Обдукција је показала да су му зуби нормални, али у лошем стању; такође су спољашње гениталије биле нормалне, иако су ожиљци били присутни, резултат меког чира. Обдукција је показала да је покојник доброг здравља; од његовог лица је направљена посмртна маска. Тело је сахрањено у затвору. Затворске власти су планирале да тело затрпају живим кречом како би се убрзало његово распадање, али су одлучиле другачије након тестирања живог креча на узорку меса. Након што су утврдили да нису законски ограничени на употребу живог креча за процес, сипали су сумпорну киселину у Чолгошев ковчег како би његово тело било потпуно унакажено. Управник је проценио да је киселина изазвала распад тела у року од 12 сати. Његова одећа и имовина спаљени су у затворској згаришту како би обесхрабрили изложбе његовог живота.

## Након смрти
Ема Голдман је ухапшена због сумње да је умешана у атентат, али је пуштена због недовољних доказа. Касније је изазвала велики негативан публицитет када је објавила "Трагедију у Буфалу". У чланку је упоредила Чолгоша са Марком Јунијем Брутом, убицом Јулија Цезара, и назвала Мекинлија „председником краљева новца и магната поверења“. Други анархисти и радикали нису били вољни да подрже њене напоре да помогне Чолгошу, верујући да је он нанео штету покрету.
Место злочина, Храм музике, срушен је у новембру 1901, заједно са осталим привременим објектима Експозиције. Камена ознака у средини Фордхама Драјва, сада стамбене улице у Буффалу, означава приближно место где се пуцњава догодила. Чолгошов револвер се тренутно налази у Историјском музеју у Буфалу.
Након Чолгошеве смрти, Лојд Вернон Бригс (1863–1941), бостонски психијатар који је касније постао директор Одељења за менталну хигијену у Масачусетсу, прегледао је Чолгошов случај 1901. у име психијатра Волтера Ченинга (1849–1921) закључивши да је луд; тај закључак је од тада оспорен.
Чолгош је сахрањен на гробљу Сол у округу Кејуга, Њујорк. Његов гроб је необележен, са натписом на камену „Остаци Форт Хила“.

### Цитати
1. ↑   Twelfth Census of the United States, United States census, 1900; Orange, Cuyahoga, Ohio;  roll T623 1261,  page 4A,  line 34.
2. ↑  „Leon Frank Czolgosz Biography”. Biography.com. A&E Television Networks. Архивирано из оригинала 23. 12. 2015. г. Приступљено 22. 12. 2015.
3. ↑  Federman, Cary (2017). The Assassination of William McKinley: Anarchism, Insanity, and the Birth of the Social Sciences. Lexington Books. ISBN 9781498565516.
4. 1 2  Everett 1901, Chapter 5
5. ↑  Channing 1902.
6. ↑  Rauchway 2004, стр. 114, 126.
7. ↑  Андрей Довнар-Запольский (27. 11. 2008). „Президента США Уильяма МакКинли застрелил белорус?”. Kp.ru. Приступљено 12. 7. 2013.
8. ↑  Miller 2011, стр. 41.
9. ↑  Miller 2011, стр. 56.
10. ↑  Miller 2011, стр. 57–60.
11. ↑  Jensen, Richard Bach (2013). The Battle against Anarchist Terrorism: An International History, 1878–1934. Cambridge University Press. ISBN 978-1-107-65669-7.
12. ↑  Miller 2011, стр. 231.
13. ↑  "Assassin Known..." & September 8, 1901, col. 1 para. 8.
14. ↑  Berlinski, Claire (2007). Menace in Europe: Why the Continent's Crisis Is America's, Too. New York City: Three Rivers Press. стр. 39. ISBN 978-1-4000-9770-8.
15. ↑  Vowell, Sarah (2005). Assassination Vacation. New York City: Simon and Schuster. стр. 214. ISBN 978-0-7432-8253-6. „Fired, then blacklisted, he got his old job back by working under the alias Fred Nieman. German for 'nobody,' Nieman is the name Czolgosz first gave to the Buffalo police upon arrest.”
16. ↑  Goldman 1931, стр. 289–290.
17. ↑  „The Tragedy at Buffalo”.
18. ↑  Sekulow, Jay Alan (2007). Witnessing Their Faith: Religious Influence on Supreme Court Justices and Their Opinions. Sheed & Ward. стр. 165. ISBN 978-1-4616-7543-3.
19. ↑  „Czolgosz Says He Had No Aid”. Chicago Sunday Tribune. 8. 9. 1901  — преко mckinleydeath.com.
20. ↑  Taylerson, A. W. F. (1971). The Revolver, 1889–1914. New York City: Crown Publishers. стр. 60.
21. ↑  Johns, A. Wesley (1970). The Man Who Shot Mckinley (на језику: енглески). South Brunswick N.J.: A. S. Barnes. стр. 97. ISBN 978-0-498-07521-6.
22. ↑  Leon Czolgosz and the Trial – "Lights out in the City of Light" – Anarchy and Assassination at the Pan-American Exposition Архивирано фебруар 8, 2008 на сајту
23. ↑  „The Legal Aftermath of the Assassination of William McKinley – Pan-American Exposition of 1901 – University at Buffalo Libraries”. buffalo.edu. 30. 3. 2024.
24. ↑  „September 6, 1901”. nps.gov.
25. ↑  „The Trial and Execution of Leon Czolgosz”. Buffalohistoryworks.com. Архивирано из оригинала 17. 2. 2012. г. Приступљено 12. 7. 2013.
26. ↑  Doherty 2011.
27. ↑  Briggs 1921, стр. 246–247.
28. ↑  Oliver, Willard M.; Marion, Nancy E. (2010). Killing the President: Assassinations, Attempts, and Rumored Attempts on U.S. Commanders-in-Chief: Assassinations, Attempts, and Rumored Attempts on U.S. Commanders-in-Chief. Santa Barbara, California: ABC-CLIO. стр. 66. ISBN 978-0-313-36475-4.
29. ↑  Miller 2011, стр. 325.
30. ↑  Great American Trials 1994, стр. 225–227.
31. ↑  „Assassin Czolgosz Pays Death Penalty in Electric Chair”. San Francisco. The San Francisco Call. стр. 1.
32. ↑  Briggs 1921, стр. 260.
33. 1 2  MacDonald, Carlos F. (јануар 1902). „The Trial, Execution, Autopsy and Mental Status of Leon F. Czolgosz, Alias Fred Nieman, the Assassin of President McKinley” (PDF). The American Journal of Insanity. 58 (3): 375. Приступљено 18. 2. 2024.
34. 1 2  „The Execution of Leon Czolgosz – 'Lights Out in the City of Light' – Anarchy and Assassination at the Pan-American Exposition”. Ublib.buffalo.edu. 11. 6. 2004. Архивирано из оригинала 27. 9. 2011. г. Приступљено 12. 7. 2013.
35. ↑  Banner, Stuart (2003). The Death Penalty: An American History. Harvard University Press. стр. 194—195. ISBN 0-674-01083-3.
36. ↑  "Assassin Czolgosz..." & October 30, 1901.
37. ↑  Brandon, Craig (2016). The Electric Chair: An Unnatural American History. Jefferson, North Carolina: McFarland. стр. 214. ISBN 978-0-7864-5101-2.
38. ↑  „The Tragedy at Buffalo”. Ublib.buffalo.edu. 11. 6. 2004. Архивирано из оригинала 27. 9. 2011. г. Приступљено 12. 7. 2013.
39. ↑  Goldman 1931, стр. 311–319.
40. ↑  Rauchway 2004, стр. 55.
41. ↑  Richardson, Heather Cox (24. 8. 2003). „A captivating tale of a murder that mattered, and why it did”. Chicago Tribune. Приступљено 23. 11. 2022.
42. ↑  Kirst, Sean (21. 12. 2016). „100 bodies buried in a backyard: Is one a Medal of Honor recipient?”. The Buffalo News. Приступљено 23. 10. 2022.

### Наведени извори
- „Czolgosz, Leon F. (1873–1901), assassin of President William McKinley”. American National Biography (на језику: енглески). New York: Oxford University Press. 1999. ISBN 0-19-520635-5. doi:10.1093/anb/9780198606697.article.0500973.

## Објашњења
1. ↑  His three older brothers, Waldeck, Frank and Joseph, were born in Poland while Leon was the first child born in Michigan.[4]
2. ↑  Czolgosz's ancestors probably came from what is now Belarus.

His father may have immigrated to the US in the 1860s from Astravyets (Ostrowiec) near Wilno. When he arrived in the United States, he gave his ethnicity as Hungarian and changed the spelling of his surname from Zholhus (Жолгусь, Żołguś) to Czolgosz.[7]
3. ↑  Czolgosz also sometimes used the surname "Nieman" ["Nobody"] and variations thereof[15]

## Даље читање
- „Assassin Czolgosz Is Executed At Auburn. He Declared that He Felt No Regret for His Crime. Autopsy Disclosed No. Mental Abnormalities. Body Buried in Acid in the Prison Cemetery”. The New York Times. 30. 10. 1901. стр. 5. Приступљено 30. 4. 2011. „At 7:12:30 o'clock this morning, Leon Frans Czolgosz, murderer of ... the formal finding in his case was composed as follows: Foreman, John P. Jaeckel. ...”
- „Assassin Known As A Rabid Anarchist; Parents of Czolgosz Found at Home in Cleveland. One Member of the Family Now Draws a Pension from the Federal Government”. The New York Times (објављено 8. 9. 1901). 7. 9. 1901. стр. 4. Приступљено 4. 5. 2014.
- Briggs, L. Vernon (1921). „Part II: Czolgosz”. The Manner of Man That Kills. Boston: Richard G. Badger. стр. 231—344. OCLC 1047670272.
- Channing, Walter (1902). „The Mental Status of Czolgosz”. American Journal of Insanity. 59 (2): 1—47. ISSN 0002-953X. doi:10.1176/ajp.59.2.233.
- Doherty, Brian (јануар 2011). „The First War on Terror”. Reason Magazine. ISSN 0048-6906. Приступљено 22. 6. 2011. a review of The World That Never Was: A True Story of Dreamers, Schemers, Anarchists, and Secret Agents, by Alex Butterworth, Pantheon Books.
- Everett, Marshall (1901). Complete Life of William McKinley and Story of his Assassination. Historical Press.
- Goldman, Emma (1931). Living My Life. New York: Alfred A. Knopf.
- „Leon Czolgosz Trial: 1901”. Great American Trials. New England Publishing. 1994. стр. 225—227.
- Miller, Scott (2011). The President and the Assassin. New York: Random House. ISBN 978-1-4000-6752-7.
- Rauchway, Eric (2004). Murdering McKinley: The Making of Theodore Roosevelt's America (paperback изд.). Hill and Wang. ISBN 978-0-8090-1638-9.